# Ahmet Zappa
Ahmet Emuukha Rodan Zappa (Los Ángeles, California; 15 de mayo de 1974) es un actor, músico y novelista estadounidense.

## Primeros años
Ahmet nació en Los Ángeles, California, el tercero de cuatro hijos nacidos de Adelaine Gail Sloatman y el músico Frank Zappa. El padre de Ahmet era de ascendencia siciliana, griega-árabe, y francesa y su madre es de ascendencia danesa, francesa, irlandesa y portuguesa. Ahmet ha lanzado varios álbumes con su hermano Dweezil Zappa, como también ha escrito la canción "Frogs With Dirty Little Lips" con su padre. También tiene dos hermanas llamadas Moon Unit Zappa y Diva Zappa y también ha aparecido en varias películas y programas.

## Vida personal
Salió con Rose McGowan en 2001. Ahmet se casó con Selma Blair el 24 de enero de 2004, en la mansión de Carrie Fisher en Beverly Hills, California. Blair pidió el divorcio en la Corte Superior de Los Ángeles el 21 de junio de 2006, citando diferencias irreconciliables. En una entrevista a People, un portavoz de la pareja, dijo, "Selma y Ahmet han decidido divorciarse pero el amor entre ambos es demasiado y continuarán siendo amigos cercanos."
Ahmet ahora está casado con Shana Muldoon; la hermana del actor Patrick Muldoon. Tienen una hija, Halo Violetta Zappa, nacida el 28 de diciembre de 2010.

## Discografía
| Año  | Título           |
| ---- | ---------------- |
| 1991 | Confessions      |
| 1994 | Shampoohorn      |
| 1996 | Music For Pets   |
| 2002 | Leather Dynamite |

## Filmografía

### Cine
| Año  | Título                  | Personaje | Notas                   |
| ---- | ----------------------- | --------- | ----------------------- |
| 1990 | Pump Up the Volume      | Jaime     |                         |
| 1998 | 'Children of the Corn V | Lazlo     |                         |
| 1998 | Jack Frost              | Conductor |                         |
| 2000 | Ready To Rumble         | Cashier   |                         |
| 2006 | Fraggle Rock: The Movie | Productor | Anunciada, octubre 2006 |

### Televisión
| Año       | Título             | Personaje | Notas                                                                 |
| --------- | ------------------ | --------- | --------------------------------------------------------------------- |
| 1988      | 2 Hip 4 Tv         | Anfitrión |                                                                       |
| 1994      | Roseanne           |           |                                                                       |
| 1999      | webRIOT            | Anfitrión |                                                                       |
| 1999      | Happy Hour         | Anfitrión |                                                                       |
| 2001–2002 | Robótica           | Anfitrión | 3 Temporadas                                                          |
| 2005      | But Can They Sing? | Anfitrión |                                                                       |
| 2008      | Head Case          | Él mismo  | Starz Channel Original Series. "Parental Guidance Required" (Ep. 105) |